# Круизер (велосипед)
Круизер — велосипед, предназначенный для прогулок по городу, паркам, пляжам. Отличается узнаваемым дизайном и конструкцией, максимально прямой посадкой, низким количеством передач (от 1 до 8). Круизер предназначен для любителей спокойной городской и пригородной езды, а также любителей аутентичного классического стиля.

## История
Первый круизер появился в 1933 году, когда американская компания Schwinn решила выпустить прочный велосипед с тяжелой рамой и двумя усиленными верхними трубами, и дюймовыми шинами-баллонами. Так как данный бренд выпускал модели, изначально похожие на мотоциклы-круизеры, этот вид велосипедов тоже получил такое название. С 1933 по 1960 гг. круизеры получили широкое распространение, постоянно претерпевая изменения в дизайне и все больше походя на оригинальные мотоциклы. С выходом новых, более современных моделей, популярность круизеров Schwinn пошла на спад. Новый пик популярности пришёлся на 1990-е, после чего на рынке появилось множество новых брендов: Electra, Nirve, Gary Fisher, Kustom Kruiser и других.
Производители круизеров тщательно работают над их конструкцией и дизайном в рамках городского, классического внешнего вида. Со временем круизеры стали олицетворять не столько езду на мотоцикле, сколько езду на ретро-велосипедах. Часто круизеры становятся объектами тюнинга, кастомного изготовления, используются как шоу-стопперы или просто как средство самовыражения ездоков. Существует множество велосипедных клубов, специализирующихся на круизерах и велосипедах-чопперах.

## Особенности конструкции
Круизер — достаточно тяжёлый велосипед, на котором удобнее всего ездить по ровным городским дорогам. Инженеры не гонятся за низким весом, зачастую предлагая рамы из стали класса Hi-ten с 1-3 скоростями. По более высокой цене можно приобрести более продвинутую модель из алюминия и с большим количеством скоростей.
Рама велосипеда сконструирована таким образом, чтобы обеспечить ездоку комфортную прямую посадку. Все аксессуары рассчитаны на максимальное удобство и стиль:
- широкое кожаное седло,
- широкий изогнутый руль,
- кожух на цепь для защиты одежды от грязи,
- широкие полноформатные крылья,
- подножка, часто с двумя опорами,
- шины-вайтволлы,
- корзина, багажник,
- иногда кареточный узел выносится вперёд, ещё более выпрямляя посадку и позволяя ездоку легко ставить ноги на землю при остановках.

Женские и мужские круизеры различаются, как правило, формой верхней трубы рамы и цветовым оформлением.